# Grenadian Coast Guard
Die Grenadian Coast Guard ist eines der beiden militärischen Organe in Grenada. Die Coast Guard hat die Aufgaben der Seenotrettung sowie der Unterdrückung des Drogenhandels. Sie steht unter dem Kommando des Commissioner of Police und hat 60 Soldaten im Dienst auf 4 Fahrzeugen. Das Hauptquartier befindet sich in Fort George.

## Ausrüstung

### Patrouillenboote
- 1 × Dauntless-Klasse (Levera (PB-02))
- 2 × U.S. Boston Whaler Series
- 3 × Defender-Klasses[1] (PB05, PB06 and PB07)